# Тімой
Тімо́й (рос. Тимой, чув. Тимой) — присілок у складі Чебоксарського району Чувашії, Росія. Входить до складу Чиршкасинського сільського поселення.
Населення — 63 особи (2010; 60 у 2002).
Національний склад:
- чуваші — 95 %